# Šubićové
Šubićové z Bribiru (chorvatsky Šubići bribirski) byl jeden z dvanácti nejstarších šlechtických rodů v Chorvatském království, který ve středověku zastával vysoké státní úřady. Drželi hrabství Bribir (Varvaria, nobiles, comites či principes Breberienses) ve vnitrozemí Dalmácie.
Jednou z větví rodu byl významný rod Zrinských.

## Linie Zrinských

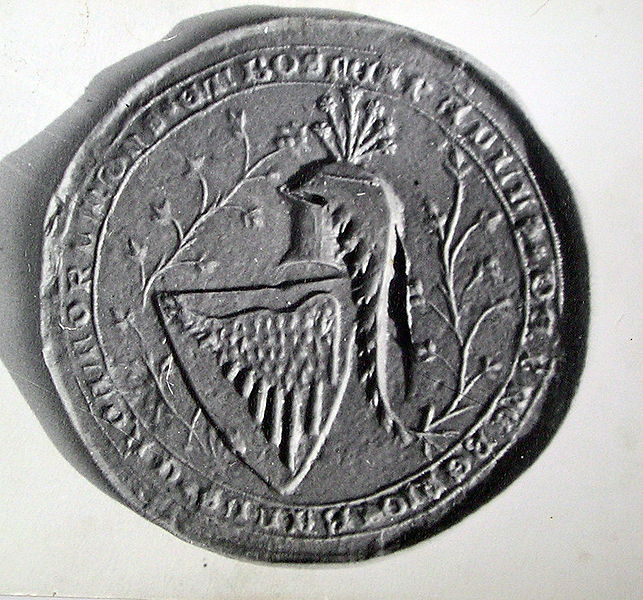
Původní pečeť bribirských Šubićů

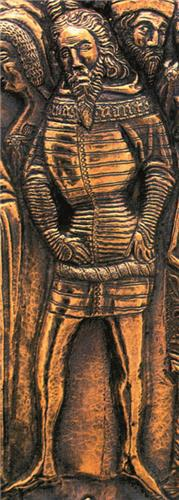
Pavel I. Šubić, bán Chorvatska

V roce 1347 král Ludvík I. Uherský udělil této větvi Bribirských, v osobách hrabat Řehoře a Jiřího (chorv. Grgur a Juraj), respektive syna a synovce bána Pavla, hrad Zrin (výměnou za strategicky důležitý hrad Ostrovica, jejich poslední panství mimo rodový Bribir). Tato větev by byla známá pod příjmením Zrin (ale také jako Zrinio, Zrinski, Zrínyi, Zrini, de Serin, Sdrin), současného chorvatského, maďarského, francouzského nebo italského zvyku), které vzrostlo na vrchol slávy a slávy s hrabětem Mikulášem IV. (1508–1566), hrdinou od Szigetváru, a s hrabětem Mikulášem VII. (1620–1664), zvaným Postrach Osmanů.

### Význační členové rodu
- Mikuláš IV. Zrinský (také Nikola IV.), chorvatský bán v letech 1542 až 1556
- Jiří IV. Zrinský, hlavní královský pokladník (taverník)
- Jiří V. Zrinský, chorvatský bán v letech 1622 až 1626
- Mikuláš VII. Zrinský, chorvatský bán v letech 1647 až 1664
- Petr Zrinský (také Petar IV), chorvatský bán v letech 1665 až 1670
- Anna Kateřina Zrinská, básnice a manželka Petra Zrinského
- Helena Zrinská, dcera Kateřiny a manželka Františka I. Rákócziho

## Členové rodu Šubićů
- Štěpán (Stjepko) Šubić, hrabě z Trogiru
  - Pavel I. (1245-1312), hrabě bribirský, chorvatský bán a vládce Bosny
    - Mladen II. (1270–1343), hrabě bribirský, chorvatský a bosenský bán a vládce celé Bosny
    - Jiří II. (1275–1330), hrabě bribirský a Splitu, vládl z pevnosti Klis
      - Pavel III. Šubić Bribirský (? –1356) se oženil s Catherinou Dandolo z Benátek
      - Kateřina Šubićová se provdala za Ivana Jurišiće Bribirského
      - Deodat Šubić (? –1348) Náhrobek Mladena III. Šubiće Bribirského v trogirské katedrále

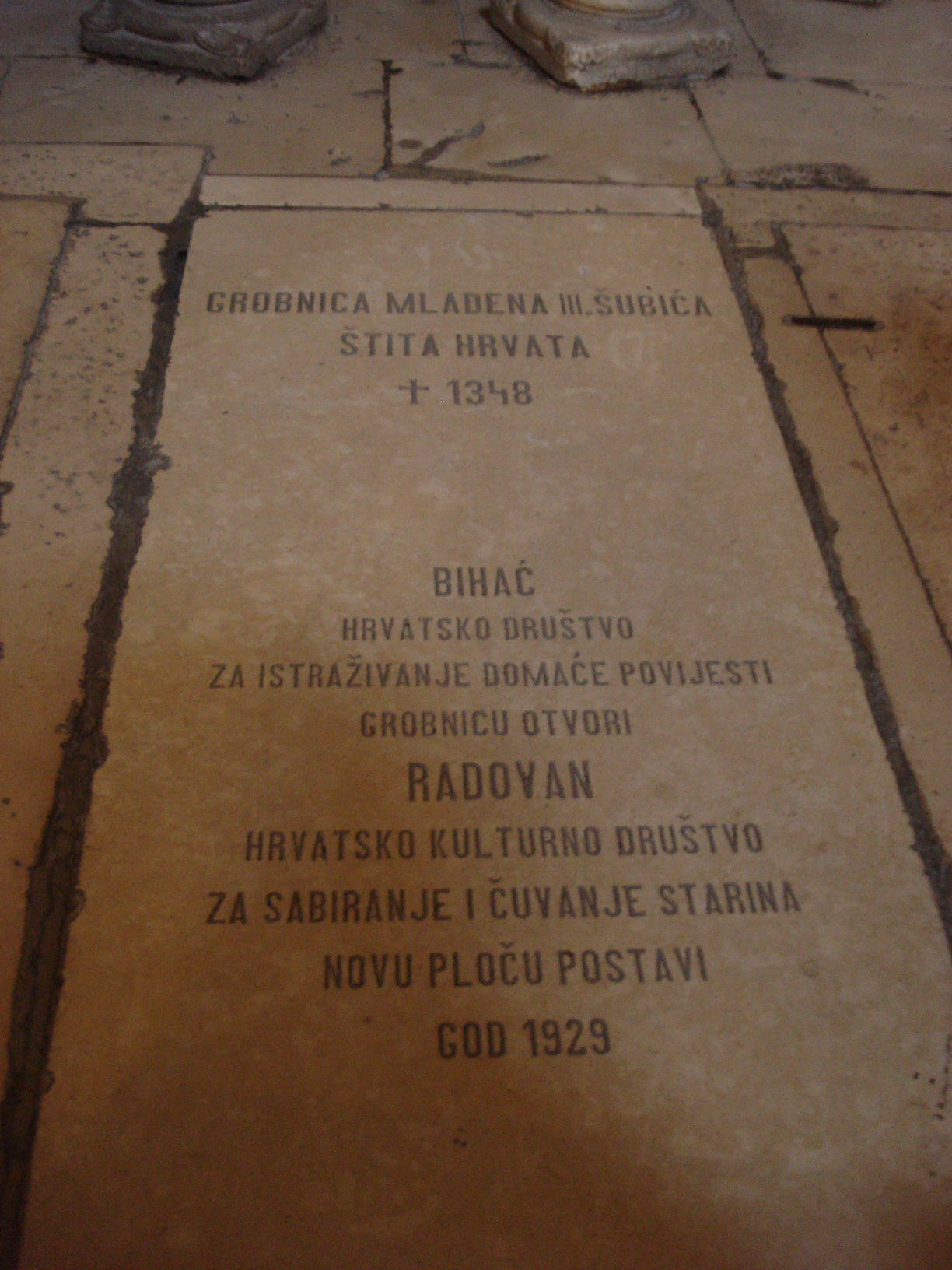
Náhrobek Mladena III. Šubiće Bribirského v trogirské katedrále

      - Mladen III. (1315–1348), „štít Chorvatů“, vládl z pevnosti Klis, oženil se s Helenou Nemanjićovou, dcerou srbského krále Štěpána Uroše III.
        - Mladen IV. Šubić Bribirský
          - Senko Šubić Bribirský
            - Radić
            - Bielak

        - Kateřina Šubićová (? –1358) se v roce 1326 provdala za lehnicko-břežského vévodu Boleslava III.

      - Helena Šubićová (1306–1378), vdaná za Vladislava Bosenského, vladaře středověké Bosny.

    - Pavel II. (? –1346), hrabě z Trogiru a Ostrovice, ženatý s Alžbětou Frankopanovou (chorv. Elizabeta Krčka)
      - Jiří III. Šubić Bribirský (Juraj I Zrinski) (? –1362)
        - Alžběta, vdaná za Tomáše z Krbavy
        - Pavel (1414)

      - Pribko
      - Kateřina, jeptiška

    - Řehoř (Grgur) I. Šubić Bribirský, hrabě ze Šibeniku

  - Jiří I. (1277–1302), hrabě z Trogiru, Šibeniku, Omiše a Ninu, vládl z pevnosti Klis
    - Ivan (1358)

  - Mladen I. (? - 1304), hrabě ze Splitu, bosenský bán (Dominus Bosniae), vládl z pevnosti Klis po smrti Jiřího I.
  - Stanislava Šubićová (? –1304), jeptiška
  - dcera (1330–?), vdaná za Jacopa Tiepola